# Wygranka (Lublin)
Pour les articles homonymes, voir Wygranka.
Wygranka (prononciation [vɨˈɡraŋka]) est un village de la gmina de Kłoczew du powiat de Ryki dans la voïvodie de Lublin, situé dans l'est de la Pologne.
Le village compte approximativement une population de 100 habitants.

## Histoire
De 1975 à 1998, le village est attaché administrativement à la voïvodie de Siedlce.

Depuis 1999, il fait partie de la nouvelle voïvodie de Lublin.